# Ataköy (Karataş)
Ataköy ist ein Ortsteil (Mahalle) im Landkreis Karataş der türkischen Provinz Adana mit 342 Einwohnern (Stand: Ende 2024). Im Jahr 2012 hatte der Ort 318 Einwohner.